# Gerani
Gerani est un village du dème (municipalité) de Réthymnon, en Crète, dont il forme une communauté locale. Jusqu'à la réforme Kallikratis (2010), il faisait partie du dème de Nikifóros Fokás.

## Géographie
Gerani est situé à 7,5 km à l'ouest de Réthymnon et près de la nouvelle route nationale Rethymnon-Chania, à une altitude de 90 mètres.
La commune est bordée au nord par la mer de Crète. Près du lieu-dit "Gerani Bridge" et à proximité d'une chapelle, une plage de sable bordant une crique y a été aménagée.

## Origine du nom, histoire
Gerani est un mot grec désignant une pompe utilisée anciennement pour puiser de l'eau d'un puits. Une telle pompe existait bien dans le village. Le village a été occupé par les Ottomans.

## La grotte de Gerani
La grotte de Gerani a été découverte en 1968 lors de la construction de la nouvelle route nationale entre La Canée et Réthymnon. Les six salles de cette grotte disposent des stalagmites magnifiques. Les recherches archéologiques dans la grotte ont mis en lumière une variété de trouvailles qui remontent à la période néolithique. Plusieurs de ces découvertes sont exposées au musée archéologique de Réthymnon. En outre, du matériau important d'intérêt paléontologique a été trouvé, lequel remonte à la fin de la période du Pléistocène.

## Vie quotidienne et fêtes
Le « Défilé du chameau » se déroule à Gerani le lundi pur.

## Transports
Il y a un service de bus public (KTEL) de Réthymnon (trois services, matin et midi en semaine mais pas les week-ends).

## Divers
Après la Seconde Guerre mondiale, quelques habitants de Gérani se sont établis à Rhode-Saint-Genèse (Belgique) et les deux communautés entretiennent toujours de fréquents contacts.